# Product Placement (album)
A Product Placement DJ Shadow és Cut Chemist közös lemeze. 2001-ben adta ki a One29 Records.

## Számok

### 1. Set
- Sesame Street (Oscar The Grouch) – "I Got Two"
- Little Grady Lewis & Soul Smokers – "Smokin' Soul"
- Dennis Coffey – "A Whole Lot Of Love"
- LL Cool J – "I Need Love"
- Eddie Simpson – "Big Black Funky Slave"
- Harold Alexander – "Mama Soul"
- Charlie Whitehead – "Let's Do It Again (Part 3)"
- Cold Grits – "It's Your Thing"
- Backyard Heavies – "Expo '83"
- Timmy Thomas – "Sexy Woman"
- Kool & The Gang – "N.T."
- Freddy Scott – "(You) Got What I Need"
- Bobby & James Purify – "I'm Your Puppet"
- The Oceanliners – "Funky Pants"
- Thunder, Lightning & Rain – "Super Funky Part 1"
- James Brown – "Talkin' Loud And Sayin' Nothin'"
- ??? – "Superstition"
- CD III – "Get Tough"
- Man Parrish – "Hip Hop, Be Bop (Don't Stop)"
- The B-Boys – "Rock The House"
- Newcleus – "Jam On It"
- Davy DMX – "One For The Treble"
- Grandmaster Melle Mel – "Step Off"
- Newcleus – "Destination Earth"
- Soul Searchers – "Ashley's Roachclip"
- Orange Krush – "Action"
- Pieces Of A Dream – "Mt. Airy Groove"
- Bill Withers – "Kissin' My Love"
- Mandrill – "Mango Meat"
- Jazzy Jeff – "A Touch Of Jazz"
- Kid 'N Play – "Last Night (Instrumental)"
- Esther Williams – "Last Night Changed It All"
- James Brown – "Funky President"
- Miami – "Chicken Yellow"
- Johnny Cameron & The Camerons – "Funky John (original pressing)/(Atlantic pressing)"
- Willie John Ellison – "You Got To Have Rhythm"
- Harvey & The Phenomenals – "Soul And Sunshine"
- Mongo Santamaria – "Coylude"
- Communicators & Black Experience Band – "The Road"
- Denis Bryant – "Soul Man"

### 2. Set
- Lifeforce – "The Freeze"
- Earnest Jackson – "Funky Black Man"
- Little Buck – "Little Boy Blue"
- Dandelion Wine – "Hot Dog"
- Nu-Sound Express – "One More Time You All" – "Keep On Dancin'"
- The Commodores – "Keep On Dancing"
- Gerald Wilson Orchestra – "California Soul"
- The Messengers – "California Soul"
- The Poets – "Fun Buggy"
- Union – "Strike"
- The New Seekers – "It's The Real Thing (radio spot)"
- Ivor Raymonde Orchestra – "It's The Real Thing"
- American Dietary Association Of Mississippi – "The Basic"
- Cookie Crew – "Born This Way (Instrumental)"
- Larry Sanders – "Story Of My Love"
- Jessie James – "Move On Out Of My Way"
- Yellow Sunshine – "Yellow Sunshine"
- Rodney O & Joe Cooley – "Cooley High"
- Nairobi And The Awesome Foursome – "Funky Soul Makossa (Rap)"
- Logic Circuit – "Motorcross Pt. 2"
- Hell's Belles (movie radio spot)
- The Outcasts – "Loving You Sometimes"
- Gran Am – "Get High"
- David McCallum – "House Of Mirrors"